# Лозова Валентина Іванівна
Валентина Іванівна Лозова́ (нар. 2 березня 1937, с. Першотравневе Зміївського району, Харківська область) — український педагог, фахівець з проблем дидактики, доктор педагогічних наук (1990), професор (1991), член-кореспондент Національної академії педагогічних наук України (1992), заслужений діяч науки і техніки України (1997).

## Біографія
Валентина Лозова народилася 2 березня 1937 року у с. Першотравневе Зміївського району на Харківщині.
Після завершення у 1954 році із медаллю Балакліївської середньої школи № 2 вона вступила до Харківського державного педагогічного інституту імені Г. С. Сковороди, який закінчила у 1959 році.
Після цього протягом 1959—1969 роках була вихователем у Харківській школі-інтернаті № 6 та вчителювала у Харківській середній школі № 62.
Навчаючись в аспірантурі при кафедрі загальної педагогіки та педагогіки вищої школи та працюючи у Харківській середній школі № 62, Валентина Лозова реалізовувала педагогічний експеримент на тему «Використання проблемних запитань і завдань для перевірки знань школярів». На основі здобутих результатів підготувала кандидатську дисертацію, яку успішно захистила 1972 року.
У 1969 році стала викладачем Харківського державного педагогічного інституту імені Г. С. Сковороди, згодом старший викладачем, доцентом, а у 1982 році вона очолила кафедру загальної педагогіки та педагогіки вищої школи в інституті, якою керувала до 2002 року.
У 1990 році вона захистила докторську дисертацію «Цілісний підхід до формування пізнавальної активності школярів», а у 1991 році їй було присвоєне вчене звання професора.
Валентина Лозова 17 листопада 1992 року була обрана членом-кореспондентом Національної академії педагогічних наук України. Працює у відділенні загальної педагогіки та філософії освіти.
Протягом 2003 — вересня 2006 років Валентина Лозова була директором Інституту педагогіки та психології у складі Харківського національного педагогічного університету імені Г. С. Сковороди .
У 2006 році вона стала професором кафедри загальної педагогіки та педагогіки вищої школи фізико-математичного факультету Харківського національного педагогічного університету імені Г. С. Сковороди.

## Наукова діяльність
Валентина Лозова є автором близько 200 наукових публікації з проблем дидактики, у тому числі з питань проблемного проблемного навчання, контролю навчальної діяльності учнів тощо.
Результатом наукових досліджень Валентини Лозової є обґрунтування цілісного підходу до формування активної особистості та розробка теоретико-експериментальної дидактичної концепції сутності інтеграційних засобів, методів, психолого-дидактичних умов формування пізнавальної активності школярів у різних видах їхньої діяльності, а також методики використання проблемних завдань та запитань для перевірки знань учнів. Крім того, вона займалася проблемами організаціями навчально-виховного процесу у вищій школі та методики проведення педагогічного експерименту.
Прийоми та способи активізації пізнавальної діяльності учнів, які були запропоновані Валентиною Лозовою, увійшли до програм самоосвіти та підвищення кваліфікації вчителів.
Під науковим керівництвом Валентини Лозової підготовлено 16 докторів і 54 кандидатів педагогічних наук.
Праці:
- Лозовая В. И. Формирование познавательной активности в процессе организации общения школьников. — Харьков, 1989 (співавт.)
- Лозова В. І. Пізнавальна активність школярів: Спецкурс дидактики. — Харків, 1990.
- Лозова В. І. Питання теорії виховання: Навч. посіб. — Харків, 1995 (співавт.)
- Лозова В. І. Теоретичні основи виховання і навчання: Навч. посіб. — Харків, 1997; 2002 (співавт.)
- Лозова В. І. Цілісний підхід до формування пізнавальної активності школярів.
- Лозова В. І. Цілісний підхід до формування пізнавальної активності школярів. 2-е вид. — Харків, 2000.
- Лозова В. І. Лекції з педагогіки вищої школи (у співавторстві)
- Лозова В. І. Гуманістична дидактика В. О. Сухомлинського.
- Лозова В. І. Хрестоматія з педагогіки вищої школи. — Х., 2011 (співукладач, редакторка)

## Відзнаки та нагороди
- Заслужений діяч науки і техніки України за значний особистий внесок у підготовку висококваліфікованих спеціалістів, плідну науково-педагогічну діяльність (1997)[6]
- Нагрудний знак «Василь Сухомлинський» Міністерства освіти і науки України (2005)
- Нагрудний знак «Ушинський К. Д.» Національної академії педагогічних наук України (2007)
- медаль А. С. Макаренка (1987)
- Медаль Н. К. Крупської (1990)
- Знак «Відмінник народної освіти» (1976)
- Іменний стипендіат з гуманітарних наук Харківської обласної державної адміністрації (2005)
- Дипломант обласного конкурсу «Вища школа — кращі імена» в номінації «Викладач фундаментальних дисциплін» (Харківська область) (2005)
- Переможець ХІІ обласного конкурсу «Вища школа Харківщини — кращі імена» в номінації «Науковець» (2010).